# Блох, Сюзанна
Сюзанна Блох (нем. Suzanne Bloch; 1907, Женева — 29 января 2002, Нью-Йорк) — американская лютнистка. Дочь композитора Эрнеста Блоха.
Вместе с семьёй переехала в США в 1916 г., однако в 1925 г. вернулась в Европу, чтобы изучать музыку под руководством Нади Буланже. Увлёкшись старинной музыкой вообще и лютней в частности, работала в европейских архивах, изучая лютневый репертуар. В Лондоне сотрудничала с Арнольдом Долмечем, в 1933 г. приобрела у него отреставрированную им лютню. Вернувшись в США, с 1935 г. начала концертировать. В своих концертах, призванных популяризировать старинную музыку, часто исполняла и вокальные партии, играла также на вёрджинеле, руководила небольшим любительским ансамблем продольных флейт, на одной из которых нередко играл её муж, известный математик Пол Смит (en:Paul A. Smith). Поначалу концерты Блох воспринимались многими как чудачество, однако затем растущий интерес к историческому исполнительству изменил отношение к ней. В 1942 г. она была приглашена преподавать в Джульярдской школе, где оставалась до 1985 г., в 1974—1977 гг. была президентом Американского общества лютнистов.